# متصدی شیفت شب
متصدی شیفت شب (به انگلیسی: The Night Clerk) فیلمی آمریکایی در ژانر جنایی محصول سال ۲۰۲۰ به نویسندگی و کارگردانی مایکل کریستوفر است. تای شرایدن، آنا د آرماس، جان لگویزمائو، و هلن هانت بازیگران فیلم هستند. این فیلم در تاریخ ۲۱ فوریه ۲۰۲۰، توسط صبان فیلمز اکران شد.

## داستان
بارت براملی (با بازی تای شرایدن) متصدی شیفت شب یک هتل است و از نشانگان آسپرگر رنج می‌برد. او پنهانی در اتاق‌های هتل دوربین کارگذاشته و به ضبط و تماشای رفتار مشتریان هتل می‌پردازد. یک شب زنی اتاقی را در هتل می‌گیرد. بارت که شیفتش تمام شده به خانه می‌رود و مشغول تماشای آن زن در اتاقش می‌شود. در این حین زن به قتل می‌رسد. بارت با عجله به هتل رفته و به بالای سر مقتول می‌رود. پلیس به بارت مشکوک شده و او را زیر نظر می‌گیرد. کمی بعد دختری به نام آندریا در هتل اتاق می‌گیرد. بارت که تاکنون رابطه‌ای نداشته، عاشق دختر می‌شود. ولی هنگامی که متوجه می‌شود که آندریا با مردی متأهل رابطه دارد قلبش می‌شکند. آندریا در واقع با قاتل آن زن در ارتباط است. او به تشویق مرد قاتل به بارت نزدیک شده و هاردی را که فیلم‌های هتل در آن ذخیره شده از او می‌رباید و اسلحهٔ قتاله را هم در اتاق بارت می‌گذارد. ولی بارت که متوجه موضوع شده از خانه می‌رود و فیلم‌هایی را که بر روی چند چیپ‌ست ذخیره شده بود را برای روشن شدن موضوع به همراه یک نامه برای کارآگاه پلیس می‌گذارد.